# Christoph Gerhardt
Christoph Gerhardt (* 6. September 1940 in Halle an der Saale; † 28. Dezember 2010 in Trier) war deutscher Germanist.

## Leben
Nach dem Abitur 1960 in Münster studierte er in Hamburg und Heidelberg. Von 1966 bis 1970 Mitarbeiter der Willehalm-Arbeitsstelle Marburg. Seit 1970 war er an der Universität Trier Assistent (bis 1972), Assistenzprofessor (bis 1977) und wissenschaftlicher Mitarbeiter (seit 1978). Nach Promotion 1970 und der Habilitation 1979 trat er 2005 in Rente. Er war ehrenamtlicher Mitarbeiter am Mittelhochdeutschen Wörterbuch 2005–2010.
Seine Forschungsschwerpunkte waren spätmittelalterliche Literatur, Überlieferungsgeschichte und Ikonographie.